# Паньчик, Кшиштоф
Кшиштоф Паньчик (пол. Krzysztof Pańczyk; род. 14 июля 1958, Кельце) — польский шахматист, международный мастер (1984), тренер.
Бронзовый призёр чемпионата Польши по шахматам (1991). Чемпион Польши по быстрым шахматам (1990). Неоднократный призёр командного чемпионата страны.

## Изменения рейтинга
| Графики недоступны из-за технических проблем. См. информацию на Фабрикаторе и на mediawiki.org. |

## Публикации
- Archangel and New Archangel, Londyn 2000, Gambit/Everyman Chess, с. 160, ISBN 1857442601 (в соавторстве Johnem Emmsem)
- The Cambridge Springs, Londyn 2002, Gambit, с. 192, ISBN 1901983684 (в соавторстве Jackiem Ilczukiem)
- Offbeat King’s Indian, Londyn 2004, Everyman Chess, с. 176, ISBN 1857443616 (в соавторстве Jackiem Ilczukiem)
- Ruy Lopez Exchange, Londyn 2005, Everyman Chess, с. 192, ISBN 1857443896 (в соавторстве Jackiem Ilczukiem)
- The Classical King’s Indian Uncovered , Londyn 2009. Everyman Chess, с. 384, ISBN 9781857445176 (в соавторстве Jackiem Ilczukiem)